# 在日美國人
在日美國人又名美国人在日本（英語：Americans in Japan）是指居住在日本的美国人，截至2023年12月，在日美國人人口总数约有63,408人。美国人是日本第九大外僑群体。